# 鈴宮ハルヒ
もしかして
- 涼宮ハルヒ

ではありませんか？